# Rilhac-Lastours
Rilhac-Lastours település Franciaországban, Haute-Vienne megyében. Lakosainak száma 381 fő (2022. január 1.). Rilhac-Lastours Flavignac, Bussière-Galant, Les Cars, Nexon és Saint-Hilaire-les-Places községekkel határos.

## Népesség
A település népessége az elmúlt években az alábbi módon változott:
| Lakosok száma | 375  | 371  | 374  | 371  | 373  | 373  | 373  | 377  | 381  |
|               | 2013 | 2015 | 2016 | 2017 | 2018 | 2019 | 2020 | 2021 | 2022 |